# 이석원
이석원(1971년 8월 31일 ~ )은 대한민국의 대중음악가이자 작가이다. 모던 록 밴드 언니네이발관의 리더로서 1995년부터 활동한 이래 5장의 정규앨범을 발표했으며 5집 《가장 보통의 존재》 로 한국대중음악상 올해의 음반을 비롯 3개 부문을 수상하였다. 한편 2009년에 출간한 산문집 《보통의 존재》 등 세 권의 저서를 집필하였다.

## 음악활동
1994년 당시 PC통신 하이텔 '메탈동'의 회원이었던 이석원은 메탈 음악 이외의 새로운 음악을 들어보고자 하는 염원으로 동호회 내 소모임인 '모소모(모던 락 소모임)'을 만든다. 당시 모임의 멤버로는 류기덕(메탈동 시삽), 김민규와 윤준호, 류한길, 윤병주, 정대욱 등이었다. 그러다 KBS FM 전영혁의 음악세계라는 심야 라디오 프로그램에 나가게 되었는데, 모던 록 음악을 소개하는 자리에서 자신을 그 당시 존재하지도 않던 '언니네이발관'이란 밴드의 리더라고 소개한다. '언니네이발관'이라는 이름은 이석원이 고등학교 시절 비디오 가게에서 빌려봤던 일본 성인 영화의 제목이었다. 그 후 '모소모'에 밴드에 관심을 가진 사람들이 모여들게 되었고 정식으로 밴드를 결성하게 된다. 최초 결성 당시 멤버는 보컬 겸 기타의 이석원, 리드기타의 당시 중학교 3학년이던 정대욱(이후 줄리아 하트, 가을방학, 바비빌 리더), 키보드의 류한길(현 전자음악가 데이트리퍼), 베이스의 류기덕(이후 게임 회사 위메이드 개발본부장), 드럼의 유철상(이후 아소토 유니온, 윈디시티 리더)이었다.

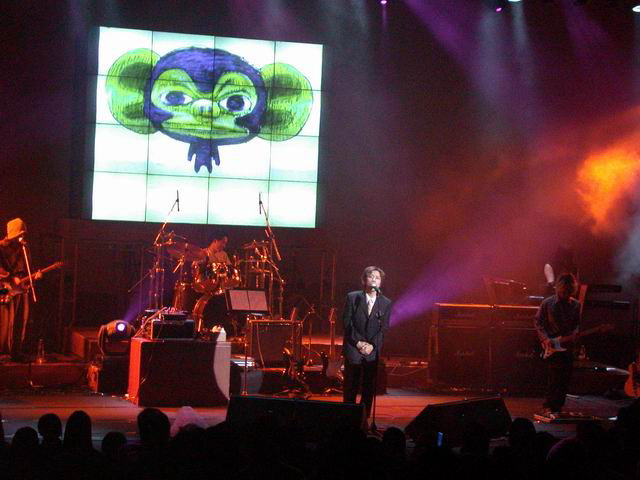
2002년 12월 개최한 언니네 이발관 최초의 콘서트

당시의 홍대 앞 인디밴드들은 해외 락 밴드들의 커버곡 위주 공연이 주를 이루었는데, 언니네이발관은 카피곡 위주의 홍대 클럽에서 공연의 전곡을 자작곡으로 채운 최초의 밴드로 이름을 날렸다. 그리고 그 여세를 몰아 1995년에 데모앨범 《비둘기는 하늘의 쥐》을 발표한다. 당시에는 (홍대 앞에서 밴드 위주 음악을 하는) 음악가가 음반을 내려면 일정 수준의 연주력이 있어야 한다고 대다수의 사람들이 믿고 있었지만 이석원은 이 편견을 깨는데 가장 앞서서 테크닉보다 송라이팅이 더 중요하다고 주장했다. 그리고 그것을 '비둘기는 하늘의 쥐'로 실천에 옮겼던 것이다. 이를 계기로 밴드는 자작곡을 써야 한다는 것이 당연하게 되면서 홍대 앞의 커버밴드들은 모조리 대학교 동아리방으로 후퇴하게 되었다.
이후 1998년에 2집 《후일담》을 발매했으나 평단과 대중의 관심을 얻지 못하고서 1999년에 밴드는 모든 멤버가 탈퇴한 끝에 잠정적인 휴지기에 들어갔다. 하지만 1집과 2집 음반이 재조명 받기 시작하면서 3집 앨범에 대한 제의가 들어왔고, 이에 베이스 정무진, 드럼 전대정, 기타 이능룡을 차례대로 새로이 영입하여 2002년에 3집 《꿈의 팝송》을 발매하였다. 이 음반은 당시까지의 한국 인디 역사상 최고의 흥행을 기록하였고 같은 해 12월에는 연세대학교 100주년 기념관에서 팀 결성 이래 최초의 콘서트를 가졌다. 2003년에는 베이스 이상문이 지병으로 숨을 거두었고 어려운 가운데 2004년에 네 번째 음반 《순간을 믿어요》를 발표하였다.
2006년에는 이석원이 인사동에 밴드 이름을 딴 '언니네이발관'이란 카페를 차렸고, 드럼 전대정도 개인사업에 몰두하는 동안 언니네이발관은 잠정 휴식기간에 들어갔다. 그러다 2008년에 다시 다섯 번째 앨범 《가장 보통의 존재》를 발매한다. 이 음반으로써 언니네이발관은 2009년 제6회 한국대중음악상에서 올해의 음반, 최우수 모던 록 앨범, 최우수 모던 록 노래 부문 3관왕을 차지하였다.
2009년 6월에는 잠시 KBS 2FM 유희열의 라디오 천국에 고정 출연하여 한동안 월요일 코너 '선곡다큐 삶과 죽음'을 맡아 함께 진행하기도 했다.
이후 2017년, 9년간의 긴 작업 끝에 언니네이발관은 자신들의 마지막 앨범이라 예고한 여섯 번째 앨범 《홀로 있는 사람들》을 발표하고, 이석원은 같은 해 8월 7일, 더 이상 음악 활동을 하지 않겠다고 선언하며 음악계를 은퇴하게 된다.

## 글쓰기 활동 및 저서
한편 2009년 11월 4일 발간된 산문집 《보통의 존재》는 출간 넉달만에 5만부를 판매하며 베스트 셀러가 되었으며 2013년에는 소설 《실내인간》을 발매하였다.
그리고 2015년 9월에는 다시 산문집 《언제 들어도 좋은 말》을 출간하였다. 지금까지 출간된 책의 목록은 다음과 같다.
- 이석원 (2020년 12월 2일). 《2인조》. 달. 368쪽. ISBN 9791158161255.
- 이석원 (2018년 11월 12일). 《우리가 보낸 가장 긴 밤》. 달. 352쪽. ISBN 9791158160869.
- 이석원 (2015년 9월 17일). 《언제 들어도 좋은 말》. 그책. 360쪽. ISBN 9788994040738.
- 이석원 (2013년 8월 8일). 《실내인간》. 달. 216쪽. ISBN 9788993928655.
- 이석원 (2009년 11월 4일). 《보통의 존재》. 달. 386쪽. ISBN 9788993928037.

## 같이 보기
- 언니네이발관